# Tedi Džonson i Perl Kar
Perl Lavinija Kar (2. novembra 1921. - 16. februar 2020) i Edvard Viktor „Tedi” Džonson (4. septembar 1919. - 6. jun 2018) bili su engleski duo bend, popularan 50-ih i 60-ih godina prošlog veka.
Kar je rođena u Eksmautu, a Džonson u Surbitonu. Venčali su se 1955. godine, međutim i pre toga su oboje bili poznati solo pevači. Kar je bila popularna radio pevačica i komičarka na radio emisiji Bernarda Bradena „Bedtime With Braden”.
Džonson je predvodio svoj tinejdžerski bend, bio je profesionalni bubnjar i snimatelj. Bio je i DJ na Radio Luksemburgu, a kasnije i na BBC Radiju 2, i pojavljivao se na televizijskim emisijama.
Kar i Džonson su predstavljali Veliku Britaniju na Evroviziji 1959. i završili su na drugom mestu sa pesmom „Sing, Little Birdie”. Osvojili su 16 bodova (5 manje od pobednika Holandije). Oni su takođe pokušali da predstavljaju Veliku Britaniju 1960. sa pesmama „Pickin 'Petals” i „When The Tide Turns”. Međutim pobednik je bio rođeni brat Tedija Džonsona, Brajan Džonson koji je predstavljao Veliku Britaniju na Evroviziji 1960. sa pesmom „Looking high, high, high”. Kar i Džonson objavili su još jedan singl sledeće godine pod naslovom „How Wonderful To Know”, koji je bio na 23. mestu top liste u Velikoj Britaniji.
Godine 1986, njih dvoje su bili učesnici dokumentarne serije „This Is Your Life”. Kasnije su se još pojavljivali u televizijskim emisijama sve dok se nisu odlučili povući iz javnosti 1990. godine.
Kar i Džonson su živeli u Brinsvort kući, domu za penzionisane zabavljače.
Džonson je za Eurovision.tv dao intervju o svom učestvovanju ne Evroviziji u septembru 2017. godine. Umro je 6. juna 2018. godine, u dobi od 98 godina. Perl Kar je umrla 16. februara 2020, u 98. godini života.

## Spoljašnje veze
- Pearl Carr на веб-сајту  (језик: енглески)
- Teddy Johnson на веб-сајту  (језик: енглески)